# Larisa Neiland
Larisa Savchenko-Neiland (Leopoli, 21 luglio 1966) è un'ex tennista lettone.
Nata Larisa Savchenko, dopo essersi sposata il 21 dicembre 1989 si fa chiamare Larisa Savchenko-Neiland o semplicemente Larisa Neiland.

## Carriera
Vinse l'Australian Open 1984 doppio ragazze con Louise Field, battendo Jackie Masters e Michelle Parun con il punteggio di 7–6, 6–2. All'Open di Francia 1989 vince il doppio femminile in coppia con Nataša Zvereva battendo in finale Steffi Graf e Gabriela Sabatini con il punteggio di 6–4, 6–4.
Al Torneo di Wimbledon 1991 vince il doppio femminile ancora in coppia con Nataša Zvereva e sconfiggendo in finale Gigi Fernández e Jana Novotná per 6-4 3-6 8-6. L'anno dopo, assieme a Cyril Suk, vinse il suo primo slam nel doppio misto ai Championships, battendo in finale gli olandesi Oremans/Eltingh per 7-6(2) 6-2
Agli Australian Open 1994 vince il doppio misto in coppia con Andrej Ol'chovskij, in finale hanno sconfitto Helena Suková e Todd Woodbridge per 7–5, 6–7, 6–2. L'anno successivo al Roland Garros vince il doppio misto insieme a Todd Woodbridge i loro avversari in finale furono Jill Hetherington e John-Laffnie de Jager (7–6(8), 7–6(4)).
In doppio divenne la numero uno il 27 gennaio 1992. Nel 1996 bissò il titolo di doppio misto all'Australian Open, questa volta in coppia con Mark Woodforde.
Al di fuori dei tornei del Grande Slam ha vinto la Kremlin Cup 1996 nel doppio in coppia con Natalija Medvedjeva mentre nel singolare mancò il titolo al Bank of the West Classic per due anni consecutivi, il primo nel 1988 contro Martina Navrátilová e l'anno successivo contro Zina Garrison.